# Karzan Kardozi

Karzan Kardozi (kurde : کارزان کاردۆزی), né le 2 mai 1983 est un réalisateur, scénariste et producteur américain d'origine kurde,,,,.

## Biographie
Karzan Kardozi est né à Sulaymaniyah, dans la région du Kurdistan, et a quitté le pays avec sa famille en 1999 en raison de la guerre et du conflit. Ils se sont installés aux États-Unis, à Nashville, dans le Tennessee, où Kardozi a étudié la réalisation cinématographique. En 2010, Karzan a obtenu une licence en réalisation cinématographique et cinématographie au Watkins College of Art, Design & Film, et en 2014, il a obtenu une maîtrise en production cinématographique avec distinction à l'University of Central Lancashire.
En 2015, Karzan est retourné au Kurdistan pour réaliser le film documentaire I Want to Live, sur la vie des réfugiés kurdes de Syrie. Le film a été tourné avec un budget de 400$. En 2023, Karzan a réalisé son premier long métrage Where is Gilgamesh ?, un film noir basé sur l'épopée de Gilgamesh. Le film a été tourné sur place dans la région du Kurdistan irakien avec une équipe de seulement cinq personnes et un petit budget de seulement 9000$,.

## Filmographie
- 2007 : A Walking Shadow
- 2008 : A Day in the Country
- 2009 : Greed Eats the Soul
- 2013 : The Arcturian
- 2014 : A Viewer on a Movie Projector
- 2014 : Yilmaz Guney: Rebel with a Cause
- 2015 : I Want To Live
- 2024 : Where Is Gilgamesh?

## Ouvrages
- Kardozi, Karzan (2018). Yılmaz Güney (900 pages, Xazalnus)
- Kardozi, Karzan (2019). 100 Years of Cinema, 100 Directors, Vol 1: Lumière, Georges  Méliès, Louis Feuillade (1076 pages, Xazalnus)
- Kardozi, Karzan (2019). 100 Years of Cinema, 100 Directors, Vol 2: D.W. Griffith, Charles Chaplin (1100 pages, Xazalnus)
- Kardozi, Karzan (2020). 100 Years of Cinema, 100 Directors, Vol 3: Buster Keaton, Robert Flaherty, Carl Dreyer (1250 pages, Xazalnus)
- Kardozi, Karzan (2020). 100 Years of Cinema, 100 Directors, Vol 4: Eric von Stroheim, Fritz Lang (1400 pages, Xazalnus)[11]
- Kardozi, Karzan (2024). 100 Years of Cinema, 100 Directors, Vol 5: Abel Gance, Jean Epstein (900 pages, Xazalnus)
- Kardozi, Karzan (2024). 100 Years of Cinema, 100 Directors, Vol 6: F.W. Murnau, G.W. Pabst (998 pages, Xazalnus)
- Kardozi, Karzan (2024). 100 Years of Cinema, 100 Directors, Vol 7: Ernst Lubitsch, Josef von Sternberg (1130 pages, Xazalnus)
- Kardozi, Karzan (2024). 100 Years of Cinema, 100 Directors, Vol 8: Kenji Mizoguchi (988 pages, Xazalnus)
- Kardozi, Karzan (2024). 100 Years of Cinema, 100 Directors, Vol 9: Akira Kurosawa (1178 pages, Xazalnus)
- Kardozi, Karzan (2024). 100 Years of Cinema, 100 Directors, Vol 10: Yasujiro Ozu (1148 pages, Xazalnus) [12]
- Kurdistan +100: Stories from a Future State (Comma Press, 2023)[13],[14]